# Zaklada Gamaraal
Zaklada Gamaraal je švicarska zaklada koju je 2014. godine osnovala Anita Winter. Podržava potrebite osobe koje su preživjele holokaust i posebice se zalaže za promicanje obrazovanja o holokaustu.

## Područja djelovanja

### Potpora osobama koje su preživjele holokaust
Zaklada Gamaraal raznim uslugama pomaže potrebite osobe koje su preživjele holokaust. Na primjer, tri puta godišnje – na židovske praznike Roš hašana, Hanuka i Pasha – Zaklada daje financijsku pomoć tim osobama. Zaklada zatim financira medicinska pomagala. U ožujku 2020. Zaklada je također pokrenula posebnu kampanju pomoći za preživjele holokausta.

### Obrazovanje o Holokaustu
U području obrazovanja o holokaustu, Zaklada Gamaraal organizira npr. susrete s očevicima holokausta, dokumentiraju svjedočanstva oni koji su preživjeli holokaust i sa Zakladom protiv rasizma i antisemitizma (GRA), nudi studijska putovanja u Auschwitz.

## Posljednje švicarske osobe koje su preživjele holokaust
Kada je Švicarska 2017. godine preuzela predsjedanje Međunarodnim savezom za sjećanje na holokaust (IHRA), Zaklada Gamaraal provela je uz potporu Saveznog ministarstva vanjskih poslova, izložbeni projekt The Last Swiss Holocaust Survivors. Izložba prikazuje neke od posljednjih preživjelih holokausta koji žive u svim dijelovima Švicarske. ETH Zurich Archives for Contemporary History znanstveno je pratio projekt. Izložba je posebno dobro primljena u školskim razredima, a velik je bio i interes medija. U ožujku 2018. Zaklada Gamaraal, zajedno s Arhivom suvremene povijesti ETH Zürich, dobila je nagradu Dr. Nagrada Kurt Bigler za izvanredne projekte u području obrazovanja o holokaustu. Povremeno je izložba bila kritiziran zbog naslova.

## Web poveznice
1. ↑  Die Erinnerungen an den Holocaust wach halten. Gamaraal Foundation. Pristupljeno 12. travnja 2020.
2. ↑  Gamaraal Foundation. Gamaraal Foundation. Pristupljeno 12. travnja 2020.
3. ↑  Gamaraal COVID-19. Gamaraal Foundation. Pristupljeno 12. travnja 2020.
4. ↑  Juedische Allgemeine. Pristupljeno 12. travnja 2020.
5. ↑  Gamaraal Foundation. Gamaraal Foundation. Pristupljeno 12. travnja 2020. |url-status=dead zahtijeva |archive-url= (pomoć)
6. ↑  GRA. Pristupljeno 12. travnja 2020.
7. ↑  Kornhaus Forum. Inačica izvorne stranice arhivirana 14. svibnja 2021. Pristupljeno 26. travnja 2020.
8. ↑  Kalendar događanja Sveučilišta u Baselu. Pristupljeno 26. travnja 2020.
9. ↑  Priče o preživljavanju. Pristupljeno 26. travnja 2020.
10. ↑  Juedische Allgemeine. Pristupljeno 25. travnja 2020.
11. ↑  Župni list - nada za više ljudskosti. Inačica izvorne stranice arhivirana 22. listopada 2023. Pristupljeno 25. travnja 2020.
12. ↑  Arhiv za suvremenu povijest. Pristupljeno 30. ožujka 2020.
13. ↑  Živa ostavština. Inačica izvorne stranice arhivirana 12. travnja 2020. Pristupljeno 26. travnja 2020.
14. ↑  Tages-Anzeiger. Pristupljeno 26. travnja 2020.

## Zabilježeni dokazi
- Zaklada Gamaraal
- Katharina Bracher: Holocaust-Opfer sind heute oft mittellos, NZZ am Sonntag, 3. travnja 2016.
- Daniel Szspielman: Viele denken heute wieder an die Flucht, Basler Zeitung, 28. siječnja 2016.
- «Es bedeutet die Anerkennung ihres Leids», SRF, 27. siječnja 2015.
- Flavia Schlittler: Sie macht Holocaust-Überlebenden das Leben leichter, SonntagsBlick, 1. siječnja 2017.